# Союз за республику (Мавритания)
Союз за республику (араб. الإتحاد من أجل الجمهورية‎; фр. Union pour la République) — центристская политическая партия Мавритании. Партия была основана в 2009 году Мохаммедом Ульд Абдель-Азизом после того, как он вышел в отставку из армии для участия в президентских выборах. После победы на выборах Азиз ушёл с поста партии, т.к. президент Мавритании не может быть членом какой-либо партии. В 2009 году в результате выборов Союз за республику также получил 13 из 17 избиравшихся в том году мест Сената, что обеспечило партии в сумме 38 из 53 мест Сената.
После парламентских выборов 2018 года партия стала крупнейшей партией Мавритании Национального собрания.

## Участие в выборах

### Президентские выборы
| Год выборов | Кандидат                          | Голосов | %      | Результат |
| ----------- | --------------------------------- | ------- | ------ | --------- |
| 2009        | Мохаммед Ульд Абдель-Азиз         | 409 100 | 52,58% | Избран    |
| 2014        | Мохаммед Ульд Абдель-Азиз         | 409 100 | 52,58% | Избран    |
| 2019        | Мухаммед ульд аш-Шейх аль-Газуани | 577 995 | 81,89% | Избран    |

### Парламентские выборы
| Год выборов | Лидер партии              | Голосов | %      | Мест      | +/–  |
| ----------- | ------------------------- | ------- | ------ | --------- | ---- |
| 2013        | Мохамед Махмуд Ульд Лемин | 127 580 | 21,34% | 75 из 146 | ▲ 75 |
| 2018        | Мохамед Махмуд Ульд Лемин | 136 809 | 19,47% | 97 из 157 | ▲ 22 |